# Almogía
Almogía ist eine Gemeinde (municipio) mit 4.132 Einwohnern (Stand: 2024) in der Provinz Málaga in der Autonomen Region Andalusien im Süden Spaniens. 

## Geographie
Der Ort grenzt an Álora, Antequera, Cártama, Casabermeja und Málaga.

## Geschichte
Der Ort ist maurischen Ursprungs, es gibt allerdings Funde, die auf die römische Zeit zurückgehen. Hier befand sich auch eine maurische Festung, die 1487 bei der Einnahme durch die Christen zerstört wurde. Nach einer Reihe von Aufständen wurden die letzten Mauren im 16. Jahrhundert vertrieben.

## Bevölkerungsentwicklung
| 1842  | 1900  | 1950  | 1980  | 1990  | 2000  | 2010  | 2020  |
| ----- | ----- | ----- | ----- | ----- | ----- | ----- | ----- |
| 4.068 | 6.711 | 8.750 | 4.328 | 3.862 | 4.201 | 4.081 | 3.853 |